# Lycaena apicepunctata
Lycaena apicepunctata är en fjärilsart som beskrevs av Friedrich von Huene 1907. Lycaena apicepunctata ingår i släktet Lycaena och familjen juvelvingar. Inga underarter finns listade i Catalogue of Life.